# Riječko-pulska nogometna zona 1969./70.
Riječko-pulska nogometna zona (također i kao Nogometna zona Rijeka – Pula) je bila jedna od zona Prvenstva Hrvatske, te liga trećeg stupnja nogometnog prvenstva Jugoslavije u sezoni 1969./70. 
 
Sudjelovalo je 14 klubova, a prvak je bio "Rovinj".  

## Ljestvica
| mj. | klub                       | ut. | pob. | ner. | por. | gol+ | gol- | bod |
| --- | -------------------------- | --- | ---- | ---- | ---- | ---- | ---- | --- |
| 1.  | Rovinj                     | 26  | 17   | 7    | 2    | 58   | 15   | 41  |
| 2.  | Istra Pula                 | 26  | 17   | 3    | 6    | 68   | 27   | 37  |
| 3.  | Naprijed Hreljin           | 26  | 14   | 5    | 7    | 47   | 32   | 33  |
| 4.  | Nehaj Senj                 | 26  | 13   | 5    | 8    | 50   | 31   | 31  |
| 5.  | Rudar Labin                | 26  | 8    | 10   | 8    | 39   | 49   | 26  |
| 6.  | Grobničan (Cernik – Čavle) | 26  | 10   | 5    | 11   | 33   | 43   | 25  |
| 7.  | Konstruktor Rijeka         | 26  | 10   | 4    | 12   | 49   | 62   | 24  |
| 8.  | Staklar Pula               | 26  | 8    | 6    | 12   | 39   | 43   | 22  |
| 9.  | Lokomotiva Rijeka          | 26  | 8    | 6    | 12   | 32   | 37   | 22  |
| 10. | Jadran Poreč               | 26  | 7    | 8    | 11   | 36   | 44   | 22  |
| 11. | Uljanik Pula               | 26  | 8    | 6    | 12   | 32   | 58   | 22  |
| 12. | Crikvenica                 | 26  | 7    | 7    | 12   | 29   | 41   | 21  |
| 13. | Mladost Kraljevica         | 26  | 7    | 5    | 14   | 44   | 55   | 19  |
| 14. | Opatija                    | 26  | 6    | 7    | 13   | 21   | 36   | 19  |

## Rezultatska križaljka
| kratica | klub                       | CRI | GRO | IST | JAD | KON | LOK | MLA | NAP | NEH | OPA | ROV | RUD | STA | ULJA |
| --- | -------------------------- | --- | --- | --- | --- | --- | --- | --- | --- | --- | --- | --- | --- | --- | ---- |
| CRI | Crikvenica                 |     |     |     |     |     |     |     |     |     |     |     |     |     |      |
| GRO | Grobničan (Cernik – Čavle) |     |     |     |     |     |     |     |     |     |     |     |     |     |      |
| IST | Istra Pula                 |     |     |     |     |     |     |     |     |     |     |     |     |     |      |
| JAD | Jadran Poreč               |     |     |     |     |     |     |     |     |     |     |     |     |     |      |
| KON | Konstruktor Rijeka         |     |     |     |     |     |     |     |     |     |     |     |     |     |      |
| LOK | Lokomotiva Rijeka          |     |     |     |     |     |     |     |     |     |     |     |     |     |      |
| MLA | Mladost Kraljevica         |     |     |     |     |     |     |     |     |     |     |     |     |     |      |
| NAP | Naprijed Hreljin           |     |     |     |     |     |     |     |     |     |     |     |     |     |      |
| NEH | Nehaj Senj                 |     |     |     |     |     |     |     |     |     |     |     |     |     |      |
| OPA | Opatija                    |     |     |     |     |     |     |     |     |     |     |     |     |     |      |
| ROV | Rovinj                     |     |     |     |     |     |     |     |     |     |     |     |     |     |      |
| RUD | Rudar Labin                |     |     |     |     |     |     |     |     |     |     |     |     |     |      |
| STA | Staklar Pula               |     |     |     |     |     |     |     |     |     |     |     |     |     |      |
| ULJA | Uljanik Pula               |     |     |     |     |     |     |     |     |     |     |     |     |     |      |
| |                            |     |     |     |     |     |     |     |     |     |     |     |     |     |      |
| podebljan rezultat - utakmice od 1. do 13. kola (1. utakmica između klubova) rezultat normalne debljine - utakmice od 14. do 26. kola (2. utakmica između klubova) rezultat nakošen - nije vidljiv redoslijed odigravanja međusobnih utakmica iz dostupnih izvora rezultat smanjen * - iz dostupnih izvora nije uočljiv domaćin susreta prekrižen rezultat - poništena ili brisana utakmica p - utakmica prekinuta 3:0 p.f. / 0:3 p.f. - rezultat 3:0 bez borbe |                            |     |     |     |     |     |     |     |     |     |     |     |     |     |      |

 Izvori: